# Arantza Gumucio
Francisca Arantza Gumucio Jaras (4 de octubre de 1989) es una velerista chilena.
Dentro de su trayectoria deportiva, destaca su participación en los Juegos Olímpicos de Río de Janeiro 2016, donde participó representando a Chile en la clase 49er FX junto a su hermana Begoña Gumucio. Es también ingeniera comercial de la Pontificia Universidad Católica de Chile y entrenadora de salud (health coach).

## Trayectoria
Comenzó a navegar a los 8 años junto a su hermana Begoña en la categoría Optimist.
El año 2004 resultó la 6.ª clasificada en la serie damas en el Campeonato Mundial de Optimist en Ecuador.
En julio de 2015 resultó 5.ª en los Juegos Panamericanos de Toronto, Canadá. El mejor resultado histórico de su carrera.
En noviembre de 2015 resultó 37° en el Campeonato mundial en Buenos Aires, Argentina.
En enero de 2016 resultó 27° en el Campeonato Europeo Copa Mundo en Miami, Estados Unidos.
En enero de 2016 resultó 38° en el Campeonato Mundial en Florida, Estados Unidos.
En abril de 2016 resultó 26° en el Campeonato Europeo en Barcelona, España.

## Actualidad
Actualmente forma parte de Healeat, un emprendimiento dedicado al coaching sobre la alimentación saludable que lanzó junto a la abogada Manuela Zañartu y la diseñadora Teresa Figueroa.  